# Jan Szeruda
Jan Szeruda (26. prosince 1889 ve Vendryni – 21. března 1962 ve Varšavě) byl polský evangelický teolog a duchovní.

## Život
Jan Szeruda se narodil ve Vendryni. Po teologických studiích ve Vídni a v Halle působil na polském gymnáziu v Orlové. Roku 1917 byl ordinován a stal se vikářem v Návsí. Po studiích v Basileji začal působit jako učitel na Varšavské univerzitě. Specializoval se na Starý zákon a hebrejštinu.
Po 2. světové válce se stal roku 1945 prozatímním biskupem Evangelicko-augsburské církve v Polsku. Roku 1948 mu byl udělen čestný doktorát Husovy bohoslovecké fakulty v Praze. Roku 1951 musel úřad biskupa složit na nátlak komunistické vlády, která mu nedovolila kandidovat ve volbách na biskupa.
Působil dále na akademické půdě a angažoval se v ekumenickém hnutí. Významně se podílel na překladu Bible – tzv. Varšavské Bibli (Biblia warszawska). Je pohřben ve Varšavě.